# Кебра Нагаст
„Кебра Нагаст“ (или „Книга на славата на царете на Етиопия“) е традиционна етиопска хроника, на мъртвия език геез, съществуваща поне от 7 века.
За много етиопски християни и растафариани тя описва истинската история за произхода на династията на Соломонидите в Етиопия. Те я разглеждат като безспорен източник за преминаването на етиопците от почитане на слънцето, луната и звездите към това на „Бога на Израел“.
Според „Кебра Нагаст“ императорската фамилия на Етиопия произлиза от цар Соломон и Македа. Техният син станал Менелик I, първият император на Етиопия. Менелик, вече пораснал, посещава баща си в Йерусалим и пренася в Етиопия Кивота на завета.
Никой от ръкописите на „Кебра Нагаст“ не дава сведения за личността на компилаторите, нито за времето на съставяне и обстоятелствата, при които се е случило това. Повечето изследователи смятат, че тя е съставена малко след възстановяването на властта на Соломонидите, по времето на Йекуно Амлак (управлявал 1270 – 1285).